# Gare de Leymen
Ne doit pas être confondu avec gare de Leyment.
La gare de Leymen est une gare ferroviaire française à Leymen, dans le département du Haut-Rhin, en région Grand Est. Située le long de la ligne à voie métrique de Bâle à Rodersdorf, deux villes de la Suisse voisine, elle constitue une station du tramway de Bâle, sur sa ligne 10 transfrontalière.

## Service des voyageurs

### Desserte

Installations et desserte
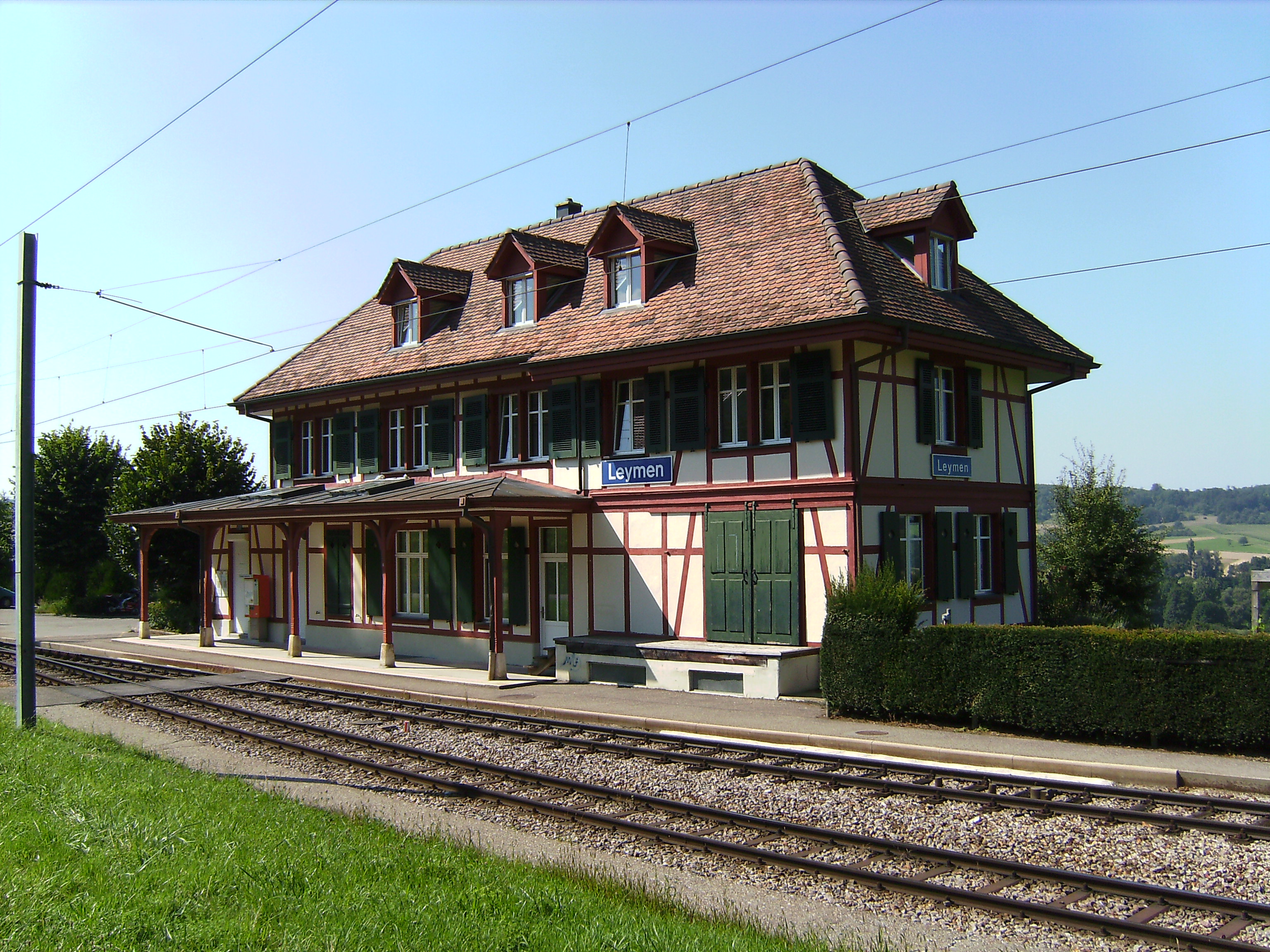
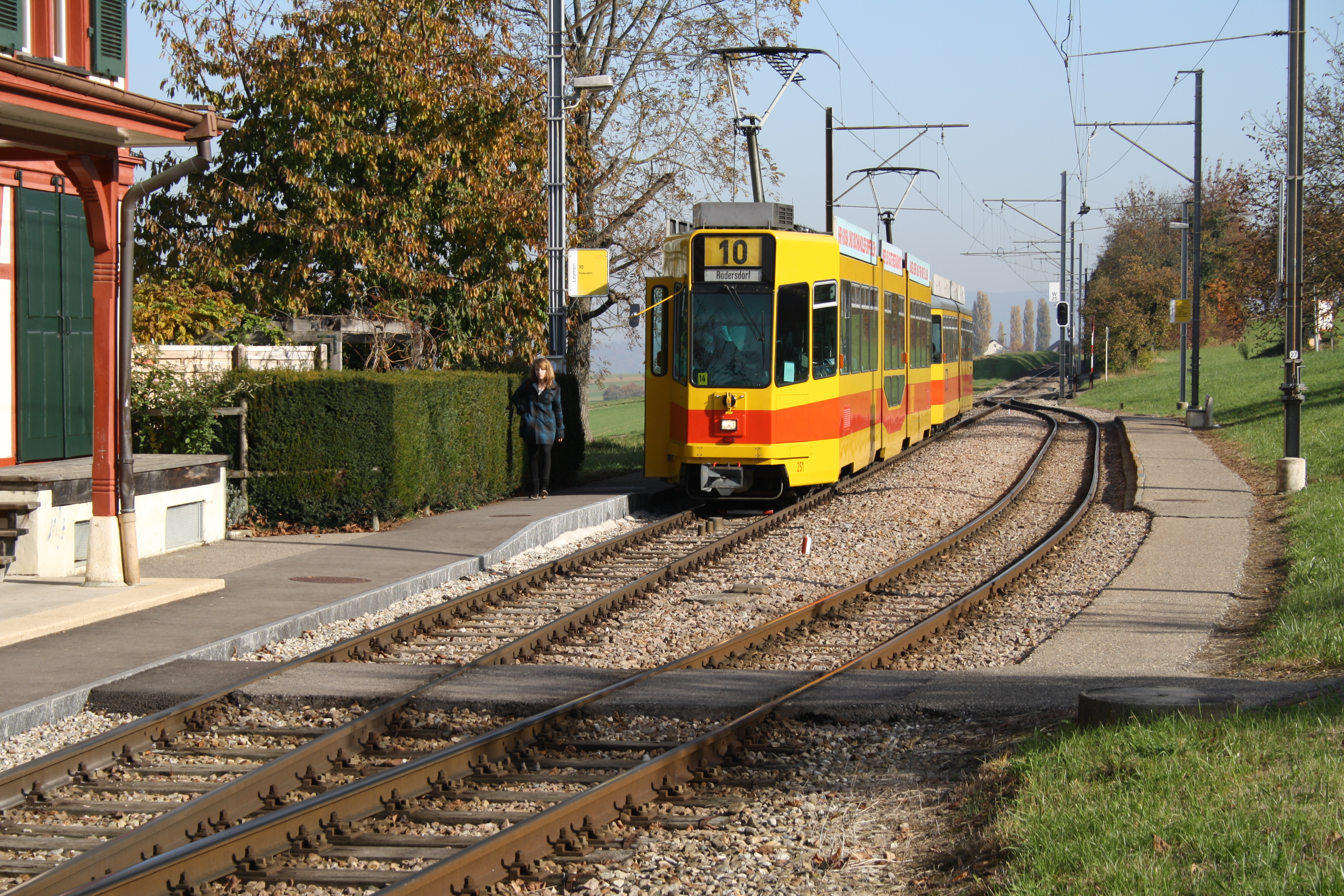
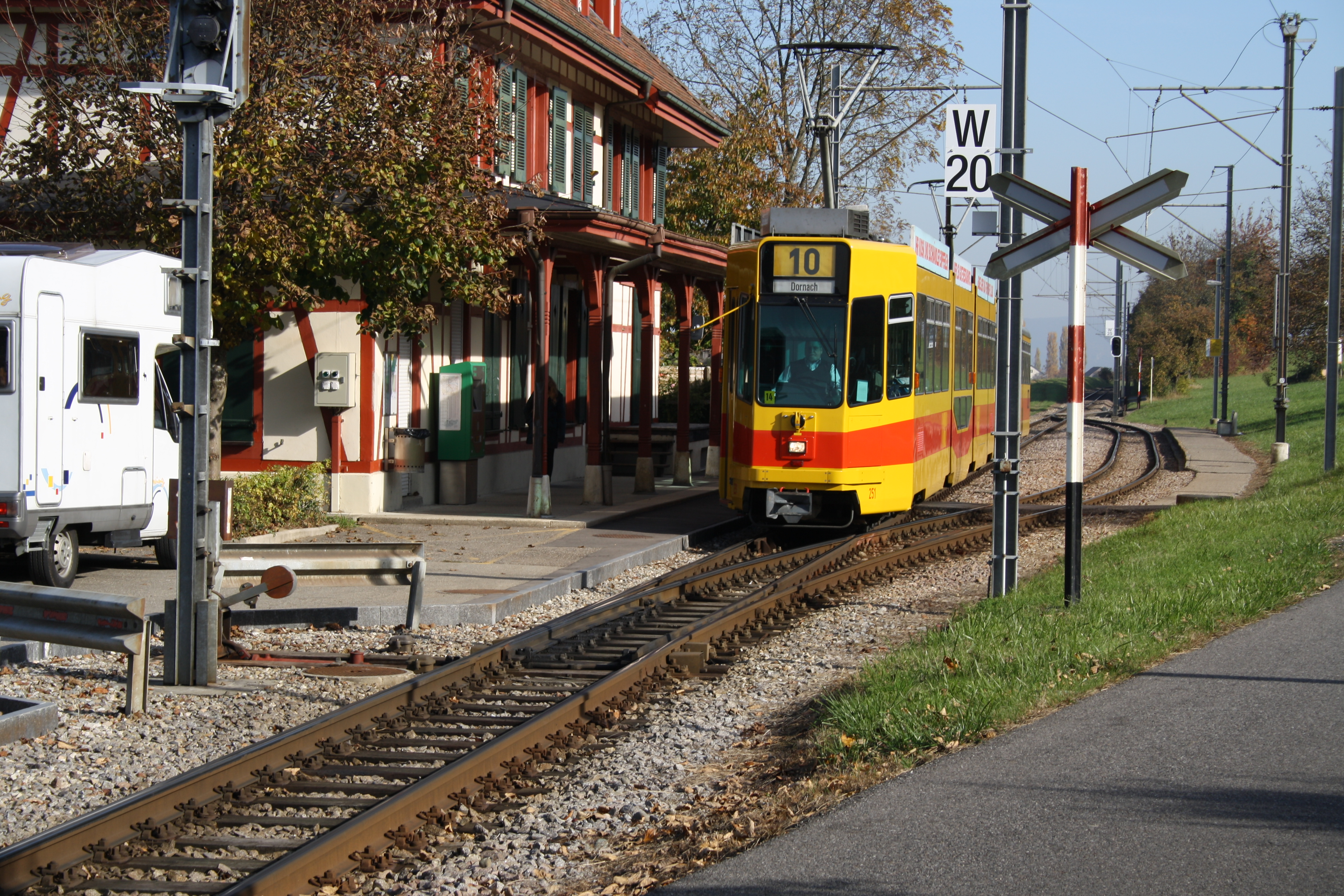